# U 6 (U-Boot, 1910)
U 6 war ein U-Boot der deutschen Kaiserlichen Marine.

## Bau und Indienststellung
U 6 war ein sogenanntes Zweihüllenboot, als Hochseeboot vom U-Boot-Konstrukteur Hans Techel konzipiert. Es lief am 18. Mai 1910 bei der Germaniawerft in Kiel vom Stapel und wurde am 12. August 1910 unter dem Kommandanten Oberleutnant zur See Stoß in Dienst gestellt.

## Technik
Das Boot war 57,3 m lang und 5,6 m breit und hatte einen Tiefgang von 3,55 m sowie eine Verdrängung von 505 Tonnen über und 636 Tonnen unter Wasser. Die Besatzung bestand aus 28 Mann, davon vier Offiziere. Es waren zwei Körting Petroleummotoren mit Sechszylinder-Zweitakt und zusammen 662 kW (900 PS) eingebaut; andere Quellen nennen einen Achtzylinder-Zweitakt-Petroleummotor. Für die Unterwasserfahrt war ein SSW-Elektromotor eingebaut, welcher eine Leistung von 765 kW (1040 PS) hatte. Über Wasser wurde eine Höchstgeschwindigkeit von 13,4 kn und unter Wasser eine von 10,2 kn erreicht. Der Aktionsradius betrug bis zu 3.300 NM bei Überwasserfahrt. Bei getauchter Fahrt mit 5 kn Marschgeschwindigkeit wurden maximal 80 NM erreicht. Die maximale Tauchtiefe betrug 30 Meter. Die Bewaffnung bestand aus jeweils zwei Torpedorohren am Bug und Heck mit sechs Torpedos. Bis Ende 1914 war hinter dem Turm eine 3,7-cm-Revolverkanone montiert, die 1915 durch ein zusätzliches 5-cm-Geschütz ergänzt wurde.

## Einsätze und Verbleib
Auf insgesamt elf Feindfahrten erzielte das Boot 13 Versenkungen von Handelsschiffen der Entente und neutraler Staaten mit einer Gesamttonnage von 4.654 BRT. Nach anderen Quellen versenkte das Boot 16 Schiffe mit einer Gesamttonnage von 9.614 BRT. Drei Schiffe mit 2.337 BRT wurde als Prise aufgebracht.
Am 15. September 1915 befand sich U 6 vor der norwegischen Küste westlich von Stavanger. Wegen der kalten Luft waren die Abgase der Verbrennungsmotoren weithin sichtbar. Das britische U-Boot E16 unter Kommandant E. Talbot sichtete U 6 und schoss aus knapp 500 Metern Entfernung querab beide Bugtorpedos auf das deutsche Boot ab. Einer der Torpedos traf U 6 unterhalb des Kommandoturms. Daraufhin sank U 6 auf folgender Position 58° 55′ N, 5° 10′ O. Von den 28 Besatzungsmitgliedern überlebten nur fünf. Auch Oberleutnant zur See Reinhard Lepsius befand sich unter den Toten.

### Versenkte Schiffe (Auswahl)
Die folgende Liste enthält alle verifizierten Schiffe, welche von U 6 versenkt wurden:
1. Am 14. April 1915 der dänische Transporter Vestland (3.392 BRT)[11]
2. Am 19. Juli 1915 der schwedische Transporter Capella (422 BRT)[12]
3. Am 21. Juli 1915 der schwedische Transporter Madonna (1.880 BRT)[13]
4. Am 22. Juli 1915 der schwedische Transporter Fortuna (203 BRT)[14]
5. Am 25. Juli 1915 der norwegische Transporter G. P. Harbitz (673 BRT)[15]
6. Am 25. Juli 1915 der norwegische Transporter Harboe (388 BRT)[16]
7. Am 25. Juli 1915 der norwegische Transporter Sognedalen (644 BRT)[17]
8. Am 26. Juli 1915 der dänische Transporter Elna (78 BRT)[18]
9. Am 26. Juli 1915 der dänische Transporter Neptunus (143 BRT)[19]
10. Am 11. September 1915 der norwegische Transporter Wansbeck (403 BRT)[20]
11. Am 12. September 1915 der norwegische Transporter Bien (120 BRT)[21]
12. Am 13. September 1915 der norwegische Transporter Norte (216 BRT)[22]

## Kommandanten
| Dienstgrad           | Name                     | von                | bis                |
| -------------------- | ------------------------ | ------------------ | ------------------ |
| Oberleutnant zur See | Alfred Stoß              | 12.8.1910          | 4. August 1914     |
| Oberleutnant zur See | Wilhelm Friedrich Starke | 5. August 1914     | 28. September 1914 |
| Oberleutnant zur See | Otto Steinbrinck         | 29. September 1914 | 4. November 1914   |
| Oberleutnant zur See | Reinhard Lepsius         | 5. November 1914   | 5. Januar 1915     |
| Oberleutnant zur See | Otto Steinbrinck         | 6. Januar 1915     | 21. Januar 1915    |
| Oberleutnant zur See | Reinhard Lepsius         | 22. Januar 1915    | 15. September 1915 |